# Puerto Pechiche
Puerto Pechiche ist eine Ortschaft und eine Parroquia rural („ländliches Kirchspiel“) im Kanton Puebloviejo der ecuadorianischen Provinz Los Ríos. Die Parroquia besitzt eine Fläche von 82,19 km². Die Einwohnerzahl lag im Jahr 2010 bei 4674.

## Lage
Die Parroquia Puerto Pechiche liegt im Tiefland westlich der Anden. Der Río Arenal fließt entlang der westlichen Verwaltungsgrenze nach Süden. Der Hauptort Puerto Pechiche befindet sich 14 km nordnordwestlich vom Kantonshauptort Puebloviejo sowie 11 km westnordwestlich der Stadt Ventanas.
Die Parroquia Puerto Pechiche grenzt im Norden an die Parroquia Zapotal (Kanton Ventanas), im Osten an das Municipio von Ventanas, im Süden an die Parroquia Puebloviejo, im Südwesten an die Parroquia Guare (Kanton Baba) sowie im Westen an die Parroquia Vinces (Kanton Vinces).

## Orte und Siedlungen
In der Parroquia gibt es neben dem Hauptort u. a. folgende Siedlungen: La Paulina, El Roble, San Guillermo, Las Marías, Pampas Grandes Nuevo, Flor de Chojampe, Pampas Grandes Viejo, Tres Bocas, San Ramón, Marañón, Las Guaijas, Chojampe, Caimito 1, México Lindo, Santa Rosa, Deleite, Flor de Chojampe, Estero Hondo, Las Tablas, Caimito 2, Chontillal, El Cadial, El Limal und Guaijas 2.

## Geschichte
Die Parroquia Puerto Pechiche wurde am 10. Mai 1957 gegründet (Registro Oficial N° 707).

## Ökologie
Ein Großteil der Parroquia liegt im Feuchtgebiet Abras de Mantequilla.